# Adelpha justina
Adelpha justina is een vlinder uit de familie Nymphalidae. De wetenschappelijke naam van de soort is voor het eerst geldig gepubliceerd in 1861 door Cajetan Freiherr von Felder & Rudolf Felder.

## Ondersoorten
- Adelpha justina justina
- Adelpha justina inesae Orellana, 1996
- Adelpha justina justinella Fruhstorfer, 1907
- Adelpha justina maira Orellana, 1996
- Adelpha justina pichincha Willmott & Hall, 2013
  - holotype: "male, 10.VIII. FLMNH-MGCL-149747. K. Willmott & J. Hall", MECN, Quito, Ecuador.
  - typelocatie: "Ecuador, Imbabura, km 26 Chontal Bajo-Chontal Alto, Chontal Alto, 0°17'48N, 78°42'3W, 1550–1650m"[1]
- Adelpha justina valentina Fruhstorfer, 1915